# Ballangen (plaats)
Ballangen is een plaats in de Noorse gemeente Ballangen, provincie Nordland. Ballangen telt 997 inwoners (2007) en heeft een oppervlakte van 1,44 km².